# Кашмирска коза
Кашмирска коза (Capra hircus kaschmiriensis) је раса домаће козе, која потиче из региона Кашмир који се налази на граничном појасу Индије, Пакистана и Кине, ова раса има природно станиште и у области Тибета. Гаји се првенствено због квалитетне длаке. Дугачка је до 1,5 m и висока око 60 cm. Данас се успело са њеним гајењем и на другим местима, нарочито у Француској. Козина јој је бела и жућкаста. Има две врсте влакана: дугачка и кратка. Кратка влакна су сјајна и врло мека. За израду познатих кашмирских тканина употребљавају се кратка и мека влакна. Дугачка влакна се употребљавају за израду обичних тканина. Женке дају мање длаке, али бољег квалитета него мужјаци. 